# Adineta ricciae
Adineta ricciae is een raderdiertjessoort uit de familie Adinetidae. De wetenschappelijke naam van deze soort is voor het eerst geldig gepubliceerd in 2005 door Segers en Shiel.